# Книппинг, Пауль
Пауль Книппинг (1883—1935) — немецкий физик-экспериментатор. Совместно с M.Лауэ и В.Фридрихом открыл дифракцию рентгеновских лучей на кристаллах.

## Биография
Книппинг родился в Нойвиде в 1883 году в семье офицера медицинской службы доктора Ф. Пол Книппинга и его жены Эмили Хатцфельд.
С 1904 по 1913 г. изучал физику в университетах Гейдельберга (два семестра) и Мюнхена (шестнадцать семестров).
В 1912 году он прервал работу над дипломной работой вместе с Вильгельмом Конрадом Рентгеном , чтобы провести эксперимент вместе с Вальтером Фридрихом в подвале Института Зоммерфельда в Мюнхене, с помощью которого была доказана теория интерференции рентгеновских лучей Макса фон Лауэ. 26 мая 1913 года, получил степень доктора философии в Мюнхенском университете. Проводил исследования в области рентгеновской спектроскопии.
С 1924 г. — работал в Высшей технической школе в Дармштадте, с 1928 г. — профессор.

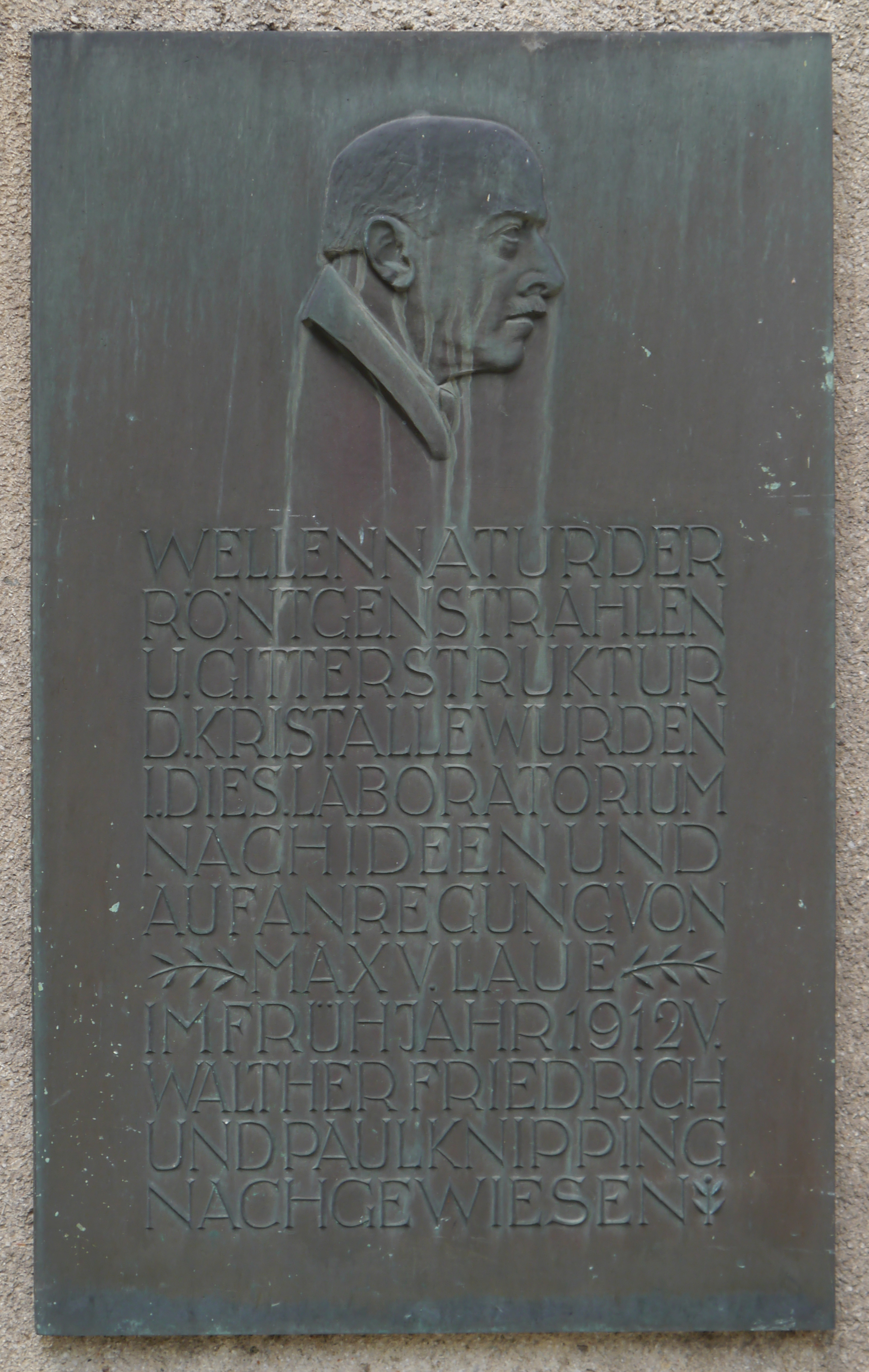
Памятная доска Вальтеру Фридриху и Паулю Книппингу в Мюнхенском университете Людвига-Максимилиана за открытие весной 1912 года волновой природы рентгеновских лучей и решетчатой структуры кристаллов, основанное на идеях и по предложению Макса фон Лауэ (с портретом Макса фон Лауэ)

Пауль Книппинг погиб в автокатастрофе в центре Дармштадта 26 октября 1935 года.